# Вулиця Лірницька (Львів)
Ву́лиця Лі́рницька — вулиця в Сихівському районі Львова, місцевість Сихів. Сполучається з вулицею Соняшниковою утворюючи з нею перехрестя.
Прилучається вулиця Гетьмана Полуботка.

## Назва
До 1962 року вулиця мала назву Зелена бічна, а від 1962 року вулиця стала називатися Лірницькою.

## Забудова
Забудова вулиці переважно одноповерхова садибна 1930—1950-х років, нова індивідуальна забудова.